# فرخنده گلوحنایی
فرخنده گلوحنایی (نام علمی: Ixothraupis rufigula) گونه‌ای از پرندگان تیرهٔ فرخندگان (Thraupidae) است که در کلمبیا و اکوادور یافت می‌شود.
زیستگاه‌های طبیعی آن جنگل‌های کوهستانی نمناک نیمه‌گرمسیری یا گرمسیری و جنگل‌های پیشین به شدت تخریب شده است.